# Cosmo Duff Gordon

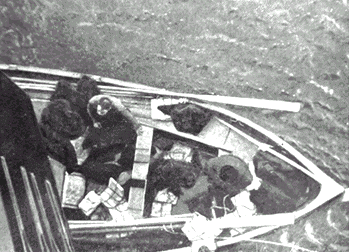
Livbåt 1 där Duff-Gordon med fru räddades, fotograferad från RMS Carpathia.

Cosmo Edmund Duff Gordon, 5th Baronet, född 22 juli 1862 i South Kensington i London i England, död 20 april 1931, var en stor markägare i Storbritannien och idrottsman. Han representerade Storbritannien i fäktning vid olympiska sommarspelen i Aten 1906 där han erhöll en silvermedalj.

## Biografi
Cosmo Duff Gordon föddes som son till Cosmo Duff Gordon Lewis och Anna Maria Antrobus och fick en god utbildning på Eton.
Gordon är mest känd för att ha överlevt RMS Titanics förlisning den 15 april 1912, tillsammans med sin fru Lucy Christiana Duff Gordon och hennes sekreterare Laura Mabel Francatelli. De tre räddades i livbåt 1, en av Titanics mindre räddningskuttrar. Båten var den med minst människor av alla som lämnade Titanic, där fanns rum för runt 40 personer, men bara 12 tog plats i den. I de rättegångar som följde efter förlisningen fäste förhörsledarna särskilt stor vikt vid händelserna kring livbåt 1.
Duff-Gordon anklagades i dåtidens press för att ha räddat sig själv utan att ta hänsyn till kvinnor och barn, och för att ha mutat de besättningsmän som fanns i båten när frågan om att återvända till förlisningsplatsen kom på tal. Till sitt försvar sade han att han gett besättningsmännen en mindre summa pengar sedan de berättat att de förlorat allt de ägde och sin lön i och med förlisningen. Han berättade också att han fått tillåtelse av förste styrman Murdoch att gå i livbåten, då denna förliga del av båtdäcket var i det närmaste tömd på folk vid tillfället. Denna förklaring godtogs i rättegångarna, men det vidhölls också att livbåten mycket väl kunde ha räddat flera personer ur vattnet. Duff-Gordon och frun fick dock leva med anklagelserna resten av sina liv.